# Zápas o titul mistryně světa v šachu 1991
Šestnáctý zápas o titul mistryně světa v šachu byl posledním zápasem Maji Čiburdanidzeové, když ji o titul připravila vyzývatelka Sie Ťün. Zápas se uskutečnil uskutečnil v roce 1991 v Manile na Filipínách. Po pěti partiích byl stav zápasu 3:2 pro obhájkyni, ta však pak již nedokázala vyhrát žádnou další partii a naopak v 8., 11. a 13. prohrála. Nakonec zápas skončil výhrou Sie Ťün 8,5:6,5.

## Tabulka
| č. | Šachistka            | Země          | 1 | 2 | 3 | 4 | 5 | 6 | 7 | 8 | 9 | 10 | 11 | 12 | 13 | 14 | 15 |  | + | − | = | Body |
| -- | -------------------- | ------------- | - | - | - | - | - | - | - | - | - | -- | -- | -- | -- | -- | -- |  | - | - | - | ---- |
| 1  | Maja Čiburdanidzeová | Sovětský svaz | ½ | ½ | 0 | 1 | 1 | ½ | ½ | 0 | ½ | ½  | 0  | ½  | 0  | ½  | ½  |  | 2 | 4 | 9 | 6,5  |
| 2  | Sie Ťün              | Čína          | ½ | ½ | 1 | 0 | 0 | ½ | ½ | 1 | ½ | ½  | 1  | ½  | 1  | ½  | ½  |  | 4 | 2 | 9 | 8,5  |